# 나우리현

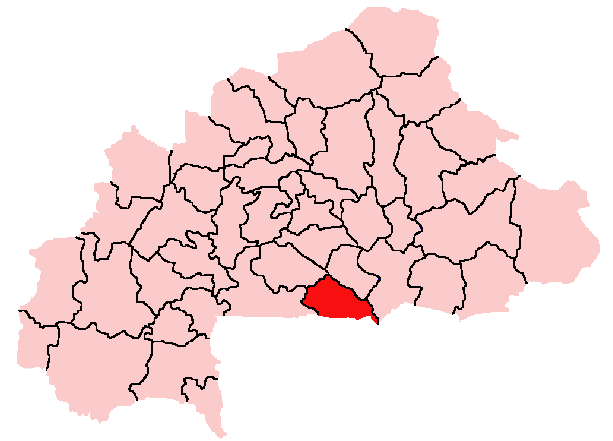
나우리현의 위치

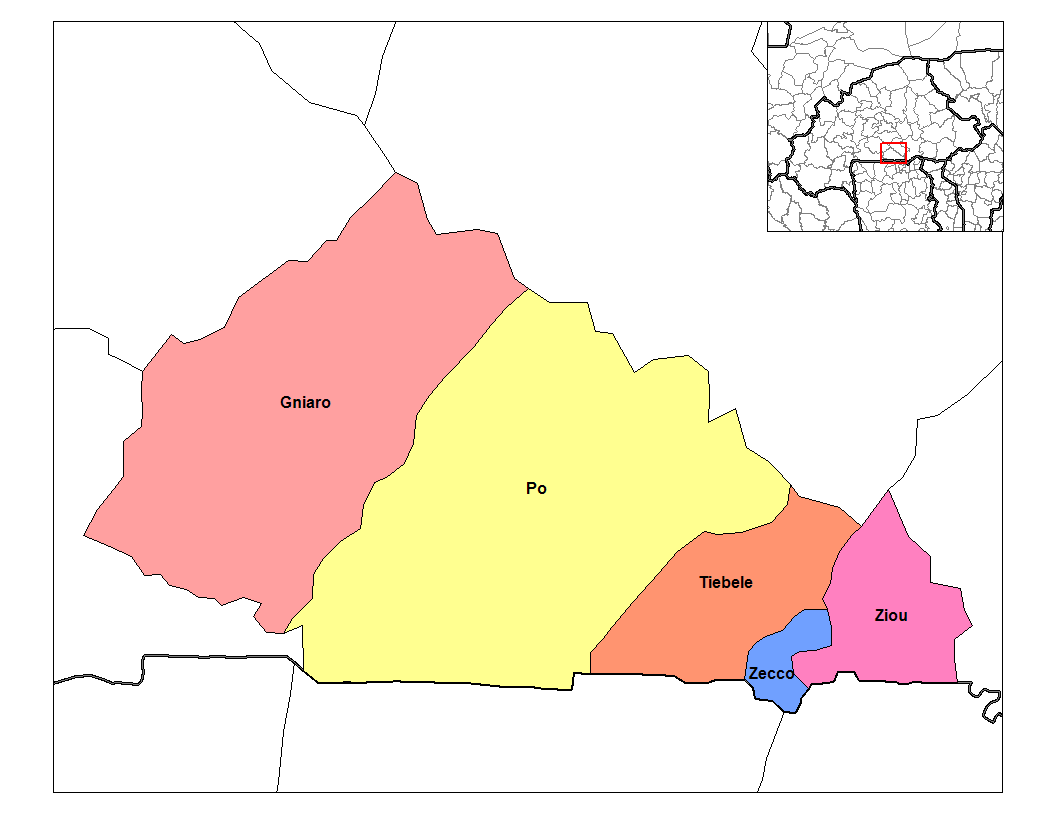
나우리현의 행정 구역

나우리현(프랑스어: Nahouri)은 부르키나파소 중남부주에 위치한 현으로, 현도는 포이며 면적은 3,862km2, 인구는 155,463명(2006년 기준)이다. 5개 군(기아로군, 포군, 티에벨레군, 제코군, 지우군)을 관할한다.